# Підводний човен №5
Підводний човен № 5 (第五潜水艇, Dai-go sensuikan) — підводний човен Імперського флоту Японії.
На тлі російсько-японської війни Імперський флот виявив зацікавленість у підводних човнах та 30 червня 1904-го підписав контракт з американською Electric Boat Company (наразі General Dynamics Electric Boat) на поставлення 5 комплектів субмарин типу Holland VIIP розробки інженера Джона Філіпа Голланда (можливо відзначити, що за два місяці до того Electric Boat Company уклала контракт на передачу вже готового прототипу Holland VII та виготовлення 5 комплектів таких субмарин для флоту Росії, де вони стали підводними човнами типу «Сом»).
Виготовлення комплектів «типу 1» здійснили на верфі Fore River Shipyards у Квінсі (штат Массачусетс), а їх збирання провели на верфі ВМФ у Йокосуці. Елементи майбутнього «Підводного човна № 5» доправили до Японії 20 листопада 1904-го, а 4 грудня почалось будівництво корабля, яке завершилось 1 жовтня 1905-го.
Корабель, який не встигли залучити у Російсько-японській війні, невдовзі після її завершення взяв участь у військово-морському параді в Йокогамі (23 жовтня 1905-го). При цьому з 1 жовтня 1905-го «Підводний човен № 5» включили до складу 1-ї дивізії підводних човнів, яка перші кілька років відносилась до військово-морського округу Йокосука, а в 1908-му була переведена до військово-морського округу Куре.
4 серпня 1916-го корабель класифікували як підводний човен 2-го класу.
З 2 листопада 2018-го корабель перевели до 11-ї дивізії підводних човнів (так само округ Куре).
1 квітня 1919-го «Підводний човен № 5» класифікували як належний до 3-го класу, а 30 квітня 1921-го виключили зі списків ВМФ та призначили на злам.